# Vovciuhî, Horodok
Vovciuhî (în ucraineană Вовчухи) este un sat în comuna Dolîneanî din raionul Horodok, regiunea Liov, Ucraina.

## Demografie
Componența lingvistică a localității Vovciuhî
     Ucraineană (99,87%)
     Alte limbi (0,13%)
Conform recensământului din 2001, majoritatea populației localității Vovciuhî era vorbitoare de ucraineană (99,87%), existând în minoritate și vorbitori de alte limbi.